# Avista Stadium
L'Avista Stadium est un stade de baseball, d'une capacité de 6803 places, situé dans la ville de Spokane, dans l'État de Washington, aux États-Unis. Il est depuis 1983 le domicile des Indians de Spokane, club de baseball professionnel, de niveau recrue, évoluant en Northwest League.
Inauguré en 1958, il a été de son années d'ouverture à 1982 le domicile des Indians de Spokane, club de niveau triple-A affilié aux Dodgers et ayant évolué en Ligue de la côte du Pacifique.
Ce stade a été construit pour remplacer le Ferris Field, stade à l'origine construit en bois et ayant été endommagé par un incendie en 1948.